# Afroscleropogon nagatomii
Afroscleropogon nagatomii är en tvåvingeart som beskrevs av Jason Gilbert Hayden Londt 1999. Afroscleropogon nagatomii ingår i släktet Afroscleropogon och familjen rovflugor. Inga underarter finns listade i Catalogue of Life.